# محوطه کلنان
محوطه کلنان مربوط به دوران پیش از تاریخ ایران باستان است و در شهرستان بیجار، بخش چنگ الماس، روستای کهریز واقع شده و این اثر در تاریخ ۱۰ دی ۱۳۸۱ با شمارهٔ ثبت ۶۸۲۰ به‌عنوان یکی از آثار ملی ایران به ثبت رسیده است.